# Skoki narciarskie na Mistrzostwach Świata w Narciarstwie Klasycznym 1962
Skoki narciarskie na Mistrzostwach Świata w Narciarstwie Klasycznym 1962 – zawody w skokach narciarskich przeprowadzone pomiędzy 21 a 25 lutego tego roku na skoczniach narciarskich w Zakopanem w ramach mistrzostw świata w narciarstwie klasycznym. 
Po raz pierwszy w historii mistrzostw świata rozegrano dwie konkurencje indywidualne w skokach narciarskich – zawody na obiektach K-65 oraz K-90. Mistrzem świata na skoczni 65-metrowej został Toralf Engan, srebrny medal zdobył Antoni Łaciak, a brąz wywalczył Helmut Recknagel. Ten ostatni zdobył także złoty medal MŚ na skoczni K-90, bezpośrednio wyprzedzając Nikołaja Kamienskiego i Niilo Halonena.
W 1962 roku po raz szesnasty skoczkowie narciarscy startowali w mistrzostwach świata w narciarstwie klasycznym, a po raz trzeci (po MŚ w 1929 i 1939 roku) miało to miejsce na skoczniach w Zakopanem.
W zawodach wzięło udział 70 zawodników z siedemnastu krajów.

## Przed mistrzostwami

### Organizacja

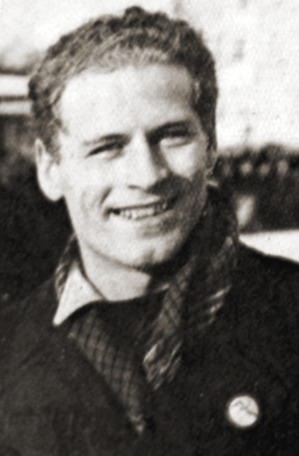
Stanisław Marusarz – kierownik skoczni podczas Mistrzostw Świata 1962.

Przed mistrzostwami świata, w związku z brakiem opadów śniegu, organizatorzy musieli sztucznie naśnieżać obiekty w Zakopanem śniegiem przywożonym spoza miasta. Okazało się to czynem bezcelowym, gdyż na kilka dni przed pierwszymi zawodami, w Zakopanem wystąpiły obfite opady śniegu, w związku z czym jego nadmiar musiał zostać usunięty przez spychacze i przez ludzi na nartach. Prace te trwały przez kilka dni, gdyż Międzynarodowa Federacja Narciarska jednoznacznie określiła dopuszczalną grubość śniegu na skoczni. Pierwszym zawodnikiem, który oddał skok na przygotowanym obiekcie był kierownik Wielkiej Krokwi – Stanisław Marusarz, który karierę skoczka zakończył pięć lat wcześniej. Marusarz uzyskał 76 metrów, co wzbudziło aplauz wśród zgromadzonych pod skocznią widzów.
Na początku lutego 1962 w Zakopanem przeprowadzone zostały mistrzostwa Polski w narciarstwie klasycznym. Impreza ta była próbą generalną przed mistrzostwami świata i dlatego programy obu imprez były identyczne jeśli chodzi o rozgrywane konkurencje. W pierwszym konkursie skoków, na Średniej Krokwi, mistrzem Polski został Piotr Wala, srebrny medal zdobył Ryszard Witke, a brązowy – Józef Gąsienica-Bryjak. Na Wielkiej Krokwi najlepszym zawodnikiem został ponownie Piotr Wala, srebro wywalczył Andrzej Kocyan, a brąz – Stefan Przybyła.
Kierownikiem skoczni, odpowiadającym za organizację zawodów o mistrzostwo świata, był Stanisław Marusarz, kierownikiem konkurencji (skoków narciarskich) na mistrzostwach świata był Józef Podstolski, a delegatem technicznym z ramienia Międzynarodowej Federacji Narciarskiej był Hans Renner. Zakopiańskie konkursy o mistrzostwo świata obserwowało szesnastu austriackich ekspertów, którzy przybyli do Zakopanego, aby wykorzystać wyniki swoich obserwacji do organizacji konkursów olimpijskich w 1964 roku w Innsbrucku. Eksperci pozytywnie ocenili sposób zorganizowania zawodów, zwłaszcza jeśli chodzi o oświetlenie obiektu. 
W 1962 roku po raz pierwszy w historii rozegrano dwie konkurencje w skokach narciarskich podczas jednych mistrzostw świata w narciarstwie klasycznym. Poza konkursem na skoczni K-65, były to także zawody na obiekcie K-90.

### Faworyci
Na poprzednich mistrzostwach świata złoty medal wywalczył Juhani Kärkinen, srebrny – Ensio Hyytiä, a brązowy – Helmut Recknagel. Spośród medalistów w mistrzostwach w Zakopanem wziął udział tylko Recknagel. Kolejnym najwyżej sklasyfikowanym zawodnikiem Mistrzostw Świata 1958, który wziął udział w kolejnych mistrzostwach był szósty Antero Immonen.
Przed mistrzostwami świata w Zakopanem rozegrany został 10. Turniej Czterech Skoczni. Zwycięzcą został Eino Kirjonen, drugie miejsce zajął Wilhelm Egger, a na trzecim miejscu uplasował się Hemmo Silvennoinen. Dwa zwycięstwa w konkursach odniósł Egger, a po jednym – Kirjonen i Georg Thoma.
Wśród faworytów wymieniani byli także: Max Bolkart, Wolfgang Happle i Jože Šlibar.

### Okolicznościowe znaczki pocztowe

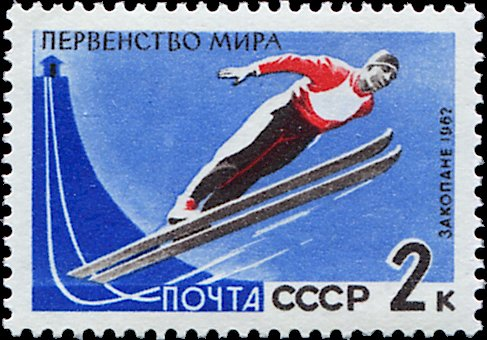
Radziecki znaczek pocztowy wydany z okazji mistrzostw świata w Zakopanem

Z okazji Mistrzostw Świata w Narciarstwie Klasycznym 1962 w Zakopanem w Polsce i Związku Radzieckim ukazały się okolicznościowe znaczki pocztowe, upamiętniające tę imprezę. Zarówno polskie, jak i radzieckie egzemplarze przedstawiały sylwetki narciarzy klasycznych, w tym skoczków narciarskich.

## Zasady
Podczas Mistrzostw Świata 1962, w obu konkurencjach każdy z zawodników oddawał po trzy skoki konkursowe, spośród których do punktacji wliczane były dwa najlepsze. Każdy skok oceniany był przez pięciu sędziów, którzy mogli przyznać maksymalnie po 20 punktów za styl.

## Medaliści

### Konkurs indywidualny na skoczni K-65 (21.02.1962)
| Medal | Imię i nazwisko  | Skok 1           | Skok 2           | Skok 3           | Noty za styl A • B • C • D • E                                                                     | Nota łączna | Strata  |
| ----- | ---------------- | ---------------- | ---------------- | ---------------- | -------------------------------------------------------------------------------------------------- | ----------- | ------- |
|       | Toralf Engan     | 68,0 m 113,5 pkt | 67,0 m 106,7 pkt | 70,5 m 110,1 pkt | 17,0 • 18,0 • 17,5 • 17,5 • 17,5 16,0 • 16,5 • 16,5 • 16,5 • 16,5 17,0 • 17,0 • 17,5 • 17,5 • 17,5 | 223,6 pkt   | –       |
|       | Antoni Łaciak    | 68,5 m 112,5 pkt | 64,5 m 101,4 pkt | 71,5 m 110,0 pkt | 17,0 • 17,5 • 16,5 • 17,0 • 16,0 15,5 • 16,5 • 16,5 • 16,0 • 16,0 17,0 • 16,5 • 16,0 • 17,0 • 16,5 | 222,5 pkt   | 1,1 pkt |
|       | Helmut Recknagel | 65,5 m 107,3 pkt | 67,0 m 107,2 pkt | 71,5 m 112,5 pkt | 17,0 • 17,0 • 17,5 • 17,0 • 16,5 17,0 • 16,5 • 17,0 • 16,5 • 16,5 17,5 • 17,5 • 18,5 • 17,5 • 17,5 | 219,8 pkt   | 3,8 pkt |

### Konkurs indywidualny na skoczni K-90 (25.02.1962)
| Medal | Imię i nazwisko   | Skok 1           | Skok 2            | Skok 3           | Noty za styl A • B • C • D • E                                                                     | Nota łączna | Strata   |
| ----- | ----------------- | ---------------- | ----------------- | ---------------- | -------------------------------------------------------------------------------------------------- | ----------- | -------- |
|       | Helmut Recknagel  | 97,5 m 117,4 pkt | 103,0 m 124,0 pkt | 98,5 m 116,3 pkt | 18,5 • 18,5 • 19,0 • 18,5 • 19,0 18,5 • 19,0 • 19,0 • 19,0 • 19,0 18,5 • 19,0 • 19,0 • 19,0 • 19,0 | 241,4 pkt   | –        |
|       | Nikołaj Kamienski | 91,0 m 104,6 pkt | 97,0 m 114,1 pkt  | 97,0 m 112,3 pkt | 17,0 • 17,0 • 17,0 • 17,5 • 17,5 18,0 • 19,0 • 18,5 • 18,5 • 18,5 18,0 • 18,5 • 18,0 • 18,5 • 18,5 | 226,4 pkt   | 15,0 pkt |
|       | Niilo Halonen     | 97,5 m 116,4 pkt | 94,0 m 107,9 pkt  | 93,5 m 108,1 pkt | 18,0 • 18,0 • 18,0 • 19,0 • 19,0 17,0 • 17,5 • 17,5 • 18,5 • 18,0 18,0 • 18,5 • 18,0 • 18,5 • 18,5 | 224,5 pkt   | 16,9 pkt |

### Klasyfikacja medalowa
| Klasyfikacja medalowa |           |       |        |      |       |
| Lp.                   | Państwo   | złoto | srebro | brąz | razem |
| 1.                    | NRD       | 1     | –      | 1    | 2     |
| 2.                    | Norwegia  | 1     | –      | –    | 1     |
| 3.                    | Polska    | –     | 1      | –    | 1     |
| 3.                    | ZSRR      | –     | 1      | –    | 1     |
| 5.                    | Finlandia | –     | –      | 1    | 1     |

## Przebieg zawodów

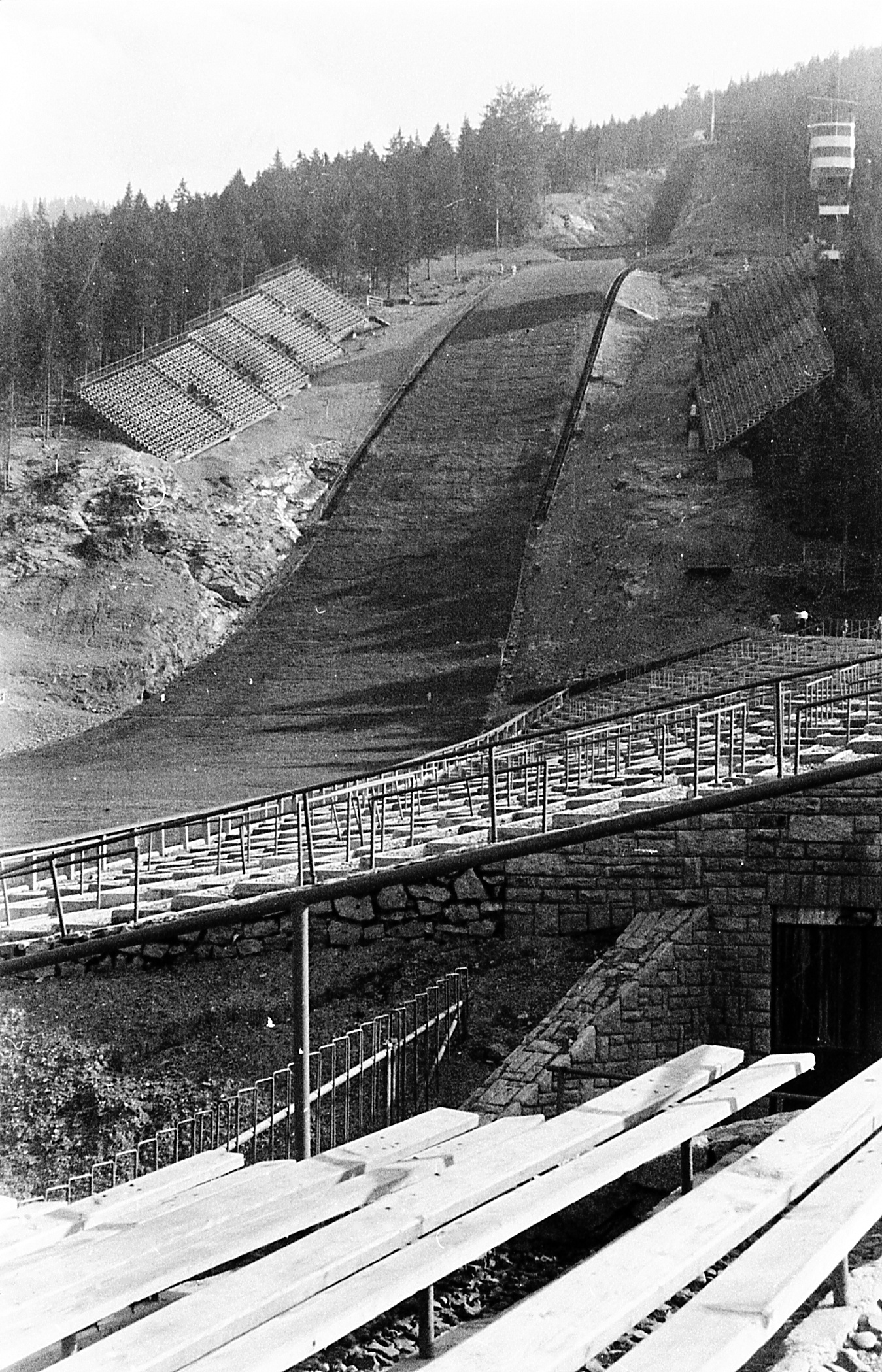
Wielka Krokiew w latach 60. XX wieku

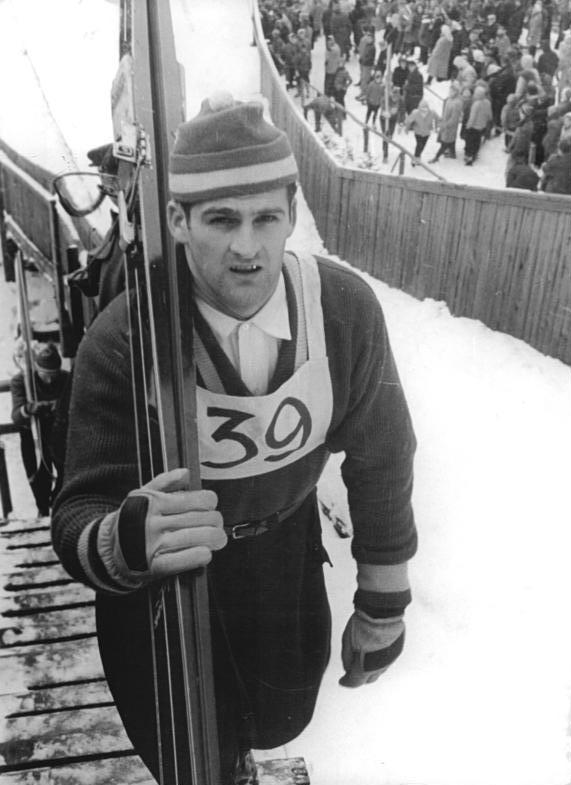
Helmut Recknagel – mistrz świata ze skoczni dużej i brązowy medalista ze skoczni normalnej

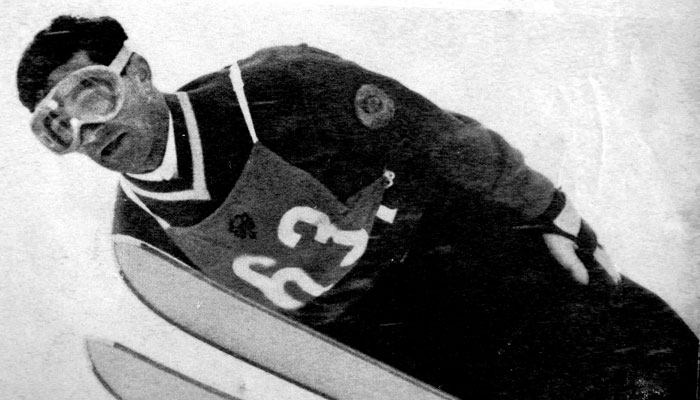
Koba Cakadze – piąty zawodnik konkursu na skoczni normalnej

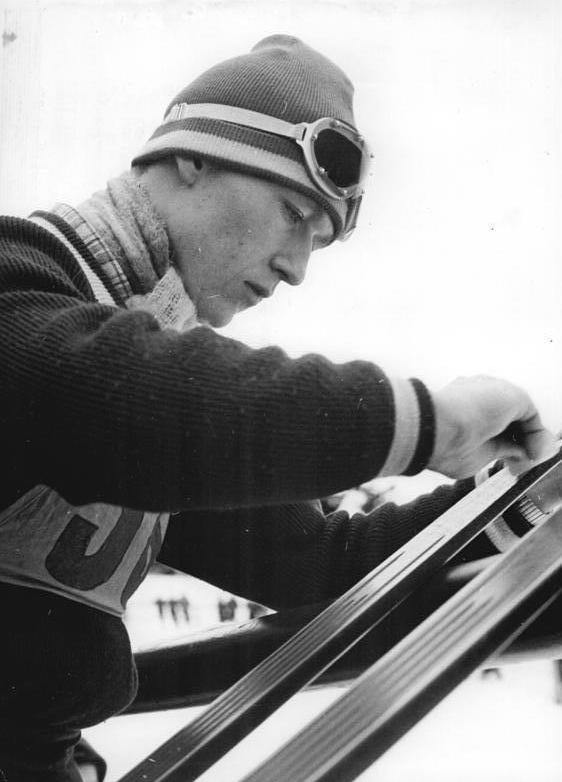
Peter Lesser – piąty zawodnik konkursu na skoczni dużej

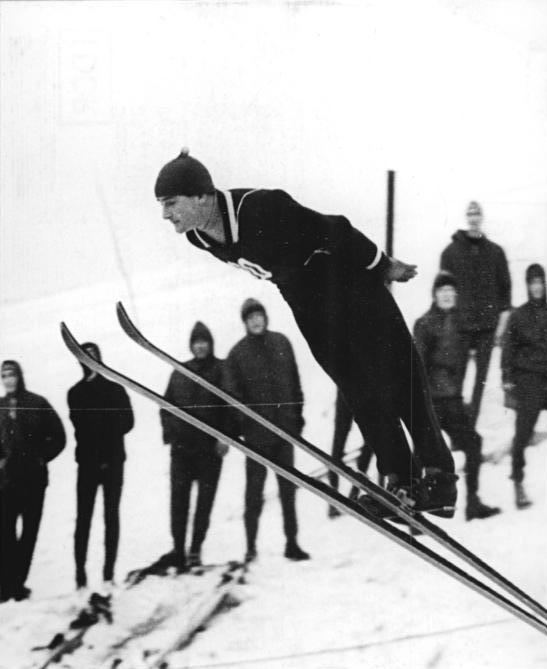
Veit Kührt – szósty zawodnik konkursu na skoczni normalnej

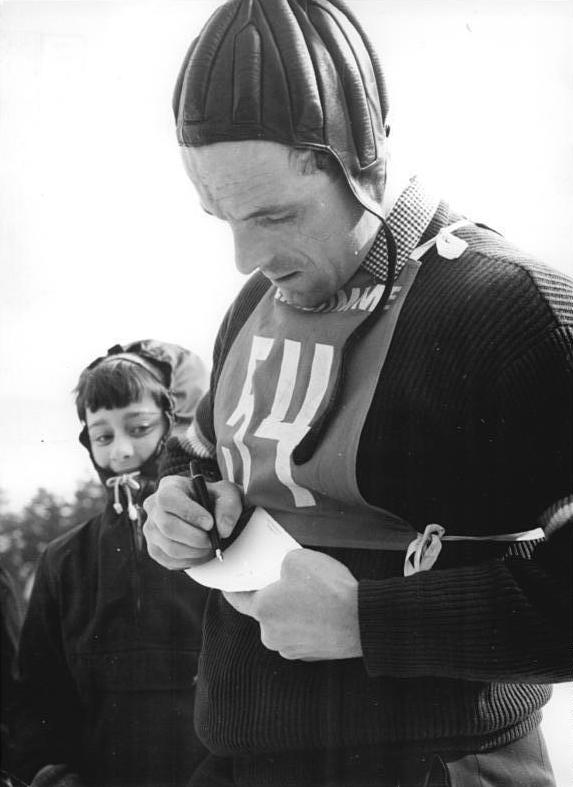
Willi Egger – siódmy zawodnik konkursu na skoczni dużej

Pierwszym konkursem skoków podczas Mistrzostw Świata w Narciarstwie Klasycznym 1962 w Zakopanem były zawody indywidualne na Średniej Krokwi, które odbyły się 21 lutego. Do konkursu zgłosiło się 62 zawodników, a z pierwszym numerem startowym wystąpił Alois Haberstock, który skoczył 61 metrów. W pierwszej serii konkursowej czternastu zawodników osiągnęło lub przekroczyło odległość równą punktowi konstrukcyjnemu umieszczonemu na 65 metrze, a pierwszym skoczkiem, który tego dokonał, był startujący z numerem dwunastym Nikołaj Kamienski. Reprezentant ZSRR uzyskał dokładnie 65 metrów. Rezultat o pół metra gorszy uzyskał skaczący z numerem 26. reprezentant Finlandii, Hemmo Silvennoinen, jednak wyprzedził Kamienskiego dzięki lepszym notom sędziowskim. Tuż po Silvennoinenie wystartował Kurt Schramm, który uzyskał 65,5 metra, ale przegrał zarówno z fińskim, jak i radzieckim skoczkiem. Kolejny z zawodników, Marjan Pečar uzyskał 66 metrów, jednak od sędziów otrzymał łącznie 43 punkty i plasował się na dalszej pozycji. Z numerem trzydziestym na belce startowej pojawił się reprezentant Japonii, Naoki Shimura i dzięki uzyskanym 65 metrom objął prowadzenie. Japończyk pozostawał na pierwszym miejscu aż do skoku 48. zawodnika pierwszej serii. Nie wyprzedzili go między innymi Veikko Kankkonen i Piotr Wala, którzy uzyskali odpowiednio 67 i 68,5 metra, ale swoich prób nie ustali. Zmiana lidera nastąpiła po skoku Nikołaja Szamowa, który skoczył 65,5 metra. Zawodnik ten prowadził do momentu, gdy skok na tę samą odległość oddał Helmut Recknagel. Niemiec dostał o pół punktu za styl więcej od Szamowa i dzięki temu objął prowadzenie. Metr dalej lądował zawodnik szwajcarski, Ueli Scheidegger, ale niskie noty sędziowskie spowodowały, że zajął dalsze miejsce. Bliski objęcia prowadzenia był skaczący po Szwajcarze, Willi Egger, który uzyskał 67 metrów i plasował się na drugim miejscu, przegrywając z Recknagelem o 0,3 punktu. Kolejny z zawodników, którym był Antoni Łaciak, wyrównał najdłuższy skok pierwszej serii – 68,5 metra i w przeciwieństwie do Piotra Wali ustał swój skok, dzięki czemu objął prowadzenie o 5,2 punktu nad Helmutem Recknagelem. Pół metra bliżej od Łaciaka skoczył Toralf Engan, ale otrzymał najwyższe noty sędziowskie całej serii (łącznie 52,5 punktu) i o punkt wyprzedził reprezentanta Polski. Serię zakończył Koba Cakadze, który uzyskał 65,5 metra i zajmował trzecią pozycję. Na prowadzeniu po pierwszej serii był zatem Engan przed Łaciakiem i Cakadze.
Najdłuższe skoki drugiej serii konkursowej oddali Hemmo Silvennoinen i Veit Kührt, którzy skoczyli po 69 metrów. Rezultat o pół metra gorszy uzyskał Nikołaj Kamienski, a gorszy o metr – Torgeir Brandtzæg. Odległość 67,5 metra osiągnęli Gustaw Bujok i Kurt Schramm. Spośród najlepszych trzech zawodników pierwszej serii najdalej skoczył Toralf Engan i uzyskana przez niego odległość – 67 metrów pozwoliła na utrzymanie prowadzenia. Drugi po pierwszej serii Antoni Łaciak skoczył 64,5 metra, w wyniku czego po dwóch seriach spadł na piątą pozycję. Na drugie miejsce awansował natomiast ósmy po pierwszej serii Silvennoinen, a na trzecie – czwarty Helmut Recknagel, który uzyskał tę samą odległość co Engan – 67 metrów. Zajmujący trzecie miejsce po pierwszej serii, Koba Cakadze w drugiej rundzie uzyskał 65 metrów, co spowodowało jego spadek w klasyfikacji na siódme miejsce. 
W ostatniej serii konkursu na Średniej Krokwi siedmiu zawodnikom udało się uzyskać odległości powyżej 70 metrów. Pierwszym zawodnikiem, któremu się to udało, był sklasyfikowany na 56. miejscu po dwóch skokach – Piotr Wala, który osiągnął 70,5 metra. Rezultat o pół metra lepszy uzyskali: 49. po dwóch skokach Gustaw Bujok oraz 28. zawodnik po dwóch seriach – Max Bolkart. Wynik Bujoka pozwolił mu awansować na siódmą pozycję w łącznej klasyfikacji, natomiast Bolkart spadł na 30. miejsce, bo swojej próby nie ustał. Trzech spośród zawodników z czołowej dziesiątki po dwóch skokach uzyskało najlepsze wyniki konkursu, skacząc na 71,5 metra. Byli to: Helmut Recknagel, Koba Cakadze i Antoni Łaciak. Po uwzględnieniu not sędziowskich i po odrzuceniu najgorszej próby, Łaciak awansował na drugie miejsce, Recknagel zajął trzecią pozycję, a Cakadze był piąty. Prowadzący po pierwszej i drugiej serii – Toralf Engan uzyskał 70,5 metra i z przewagą 1,1 punktu nad Łaciakiem zdobył złoty medal mistrzostw świata.
Drugim konkursem mistrzostw świata były zawody na Wielkiej Krokwi, które przeprowadzono 25 lutego 1962. Z pierwszym numerem wystartował reprezentant Czechosłowacji, Zbyněk Hubač, który skoczył 76 metrów. Drugi w kolejności skoczek, Jurij Samsonow, uzyskał rezultat o 12,5 metra lepszy i objął prowadzenie. Samsonow pozostawał na pierwszym miejscu do skoku dziesiątego uczestnika konkursu – Veikko Kankkonena. Reprezentant Finlandii jako pierwszy przekroczył punkt konstrukcyjny Wielkiej Krokwi, uzyskując 91,5 metra. Zmiana lidera nastąpiła po próbie 26. skoczka konkursu – Arne Larsena, który co prawda lądował metr bliżej od Kankkonena, ale uzyskał wyższe noty sędziowskie, co pozwoliło mu zająć pierwsze miejsce z przewagą 0,3 punktu. Najdłuższą odległość pierwszej serii – 97,5 metra osiągnął startujący z 33. numerem – Niilo Halonen. Wyniku Fina nie poprawił żaden ze skoczków, a jedynie 55. zawodnik – Helmut Recknagel wyrównał jego wyczyn i objął prowadzenie. Ponadto w czołówce klasyfikacji po pierwszej serii plasowali się: na trzecim miejscu Antoni Łaciak po skoku na 96,5 metra, na czwartej pozycji Piotr Wala po skoku na 94,5 metra oraz piąty – Willi Egger, który skoczył 94 metry. 
W drugiej serii konkursowej trzydziestu skoczkom udało się osiągnąć bądź przekroczyć odległość równą punktowi konstrukcyjnemu. Podobnie jak w pierwszej serii najlepszy rezultat osiągnął Helmut Recknagel, tym razem lądując na 103 metrze. Był to jedyny wynik powyżej setnego metra, w związku z czym reprezentant NRD powiększył punktową przewagę nad pozostałymi zawodnikami. Drugą odległością serii było 97 metrów, które uzyskali: Nikołaj Kamienski i Veit Kührt. Dzięki temu Kamienski awansował na trzecie, a Kurth na ósme miejsce. Pół metra bliżej od tych dwóch zawodników lądowali: Willi Egger i Max Bolkart, a 95 metrów uzyskali: Toralf Engan, Peter Lesser, Veikko Kankkonen. Po drugiej serii na prowadzeniu pozostawał zatem Recknagel, na drugim miejscu pozostawał Niilo Halonen, a trzeci był Nikołaj Kamienski.
W serii finałowej 21 zawodników uzyskało co najmniej 90 metrów. Dwaj skoczkowie osiągnęli przynajmniej 100 metrów. Byli to: Peter Lesser (102 m) i Toralf Engan (100 m). Mimo osiągniętych odległości, obaj przegrali ze zwycięzcą wszystkich serii – Helmutem Recknagelem, który skoczył 98,5 metra, ale otrzymał najwyższe noty sędziowskie za styl spośród wszystkich uczestników konkursu. Czwartą odległość serii uzyskał Nikołaj Kamienski – 97 metrów – co pozwoliło temu zawodnikowi awansować z trzeciego na drugie miejsce. Pokonał bezpośrednio Niilo Halonena, który w ostatniej serii lądował na 93,5 metrze. W ostatecznej klasyfikacji zawodów pierwsze miejsce i złoty medal mistrzostw świata wywalczył zatem Recknagel, drugie miejsce i srebro zdobył Kamienski, a trzecie miejsce i brąz osiągnął Halonen.

## Wyniki

### Konkurs indywidualny na skoczni K-65 (21.02.1962)
| Miejsce | Nr startowy | Zawodnik               | Państwo           | Seria 1 | Seria 1 | Seria 2 | Seria 2 | Seria 3 | Seria 3 | Nota łączna |
| Miejsce | Nr startowy | Zawodnik               | Państwo           | Skok    | Nota    | Skok    | Nota    | Skok    | Nota    | Nota łączna |
| ------- | ----------- | ---------------------- | ----------------- | ------- | ------- | ------- | ------- | ------- | ------- | ----------- |
| 1.      | 59          | Toralf Engan           | Norwegia          | 68,0    | 113,5   | 67,0    | 106,7   | 70,5    | 110,1   | 223,6       |
| 2.      | 57          | Antoni Łaciak          | Polska            | 68,5    | 112,5   | 64,5    | 101,4   | 71,5    | 110,0   | 222,5       |
| 3.      | 53          | Helmut Recknagel       | NRD               | 65,5    | 107,3   | 67,0    | 107,2   | 71,5    | 112,5   | 219,8       |
| 4.      | 26          | Hemmo Silvennoinen     | Finlandia         | 64,5    | 105,0   | 69,0    | 112,5   | 69,0    | 106,4   | 218,9       |
| 5.      | 63          | Koba Cakadze           | ZSRR              | 65,5    | 107,8   | 65,0    | 103,7   | 71,5    | 111,0   | 218,8       |
| 6.      | 40          | Veit Kührt             | NRD               | 64,0    | 94,7    | 69,0    | 109,5   | 69,5    | 108,3   | 217,8       |
| 7.      | 25          | Gustaw Bujok           | Polska            | 64,5    | 68,5    | 67,5    | 106,6   | 71,0    | 107,5   | 214,1       |
| 8.      | 12          | Nikołaj Kamienski      | ZSRR              | 65,0    | 104,4   | 68,5    | 109,5   | 66,0    | 100,0   | 213,9       |
| 9.      | 48          | Nikołaj Szamow         | ZSRR              | 65,5    | 106,8   | 66,0    | 103,4   | 69,5    | 106,3   | 213,1       |
| 10.     | 56          | Wilhelm Egger          | Austria           | 67,0    | 107,0   | 66,5    | 105,8   | 64,5    | 95,6    | 212,8       |
| 11.     | 27          | Kurt Schramm           | NRD               | 65,5    | 103,8   | 67,5    | 107,6   | 69,5    | 104,8   | 212,4       |
| 12.     | 61          | Eino Kirjonen          | Finlandia         | 61,5    | 98,7    | 65,5    | 103,5   | 68,5    | 105,5   | 209,0       |
| 13.     | 17          | Torgeir Brandtzæg      | Norwegia          | 61,5    | 95,2    | 68,0    | 109,0   | 65,5    | 99,7    | 208,7       |
| 14.     | 58          | Bruno De Zordo         | Włochy            | 61,0    | 96,9    | 67,0    | 108,2   | 65,5    | 99,2    | 207,4       |
| 15.     | 34          | Otto Leodolter         | Austria           | 63,0    | 102,6   | 65,5    | 103,5   | 64,5    | 97,1    | 206,1       |
| 16.     | 39          | William Erickson       | Stany Zjednoczone | 63,0    | 98,6    | 66,0    | 103,4   | 67,5    | 99,4    | 202,8       |
| 17.     | 55          | Ueli Scheidegger       | Szwajcaria        | 66,5    | 102,1   | 65,0    | 99,7    | 64,0    | 90,3    | 201,8       |
| 18.     | 7           | Antero Immonen         | Finlandia         | 64,0    | 102,2   | 64,5    | 99,4    | 64,0    | 95,3    | 201,6       |
| 19.     | 45          | Dino De Zordo          | Włochy            | 64,5    | 101,5   | 62,0    | 94,4    | 66,5    | 99,3    | 200,8       |
| 20.     | 3           | Rudolf Doubek          | Czechosłowacja    | 64,5    | 101,5   | 64,5    | 98,9    | 59,0    | 83,1    | 200,4       |
| 21.     | 62          | Takashi Matsui         | Japonia           | 62,5    | 100,3   | 62,5    | 96,7    | 66,5    | 99,8    | 200,1       |
| 22.     | 11          | Rikio Yoshida          | Japonia           | 62,0    | 100,0   | 65,0    | 99,7    | 58,5    | 83,4    | 199,7       |
| 23.     | 23          | Dalibor Motejlek       | Czechosłowacja    | 63,5    | 98,4    | 65,5    | 101,0   | 62,0    | 88,8    | 199,4       |
| 24.     | 51          | Miroslav Martinák      | Czechosłowacja    | 65,0    | 102,4   | 62,0    | 89,9    | 66,0    | 97,0    | 192,3       |
| 25.     | 14          | Ludvik Zajc            | Jugosławia        | 64,5    | 101,0   | 64,5    | 97,9    | 64,0    | 95,3    | 198,9       |
| 26.     | 37          | Arne Dalslæn           | Norwegia          | 64,0    | 101,2   | 64,0    | 97,6    | 65,5    | 97,7    | 198,8       |
| 27.     | 28          | Marjan Pečar           | Jugosławia        | 66,0    | 100,2   | 64,5    | 98,4    | 66,0    | 97,5    | 198,6       |
| 28.     | 9           | Nilo Zandanel          | Włochy            | 62,5    | 99,3    | 62,5    | 98,2    | 57,5    | 81,0    | 197,5       |
| 29.     | 6           | Willi Wirth            | NRD               | 61,5    | 96,7    | 64,0    | 98,6    | 62,0    | 92,3    | 195,3       |
| 30.     | 60          | Max Bolkart            | RFN               | 58,0    | 88,3    | 67,0    | 106,7   | 71,0    | 81,0    | 195,0       |
| 31.     | 42          | Jože Šlibar            | Jugosławia        | 62,0    | 95,5    | 63,0    | 99,1    | 63,0    | 89,7    | 194,6       |
| 32.     | 30          | Naoki Shimura          | Japonia           | 65,0    | 105,4   | 65,5    | 74,0    | 61,0    | 88,9    | 194,3       |
| 32.     | 52          | Lars-Åke Bergseije     | Szwecja           | 61,0    | 93,4    | 64,5    | 100,9   | 64,5    | 65,6    | 194,3       |
| 34.     | 36          | Veikko Kankkonen       | Finlandia         | 67,0    | 88,5    | 67,0    | 105,7   | 67,0    | 73,1    | 194,2       |
| 35.     | 43          | Piotr Wala             | Polska            | 68,5    | 85,0    | 64,5    | 70,9    | 70,5    | 107,1   | 192,1       |
| 36.     | 15          | Józef Gąsienica-Bryjak | Polska            | 60,5    | 92,6    | 64,5    | 99,4    | 60,0    | 85,5    | 192,0       |
| 37.     | 5           | Arnfinn Malm           | Norwegia          | 61,0    | 93,4    | 63,0    | 98,5    | 54,0    | 78,7    | 191,9       |
| 38.     | 21          | Jurij Samsonow         | ZSRR              | 61,5    | 96,2    | 64,0    | 95,1    | 64,0    | 93,3    | 191,3       |
| 39.     | 24          | Giacomo Aimoni         | Włochy            | 60,0    | 62,3    | 62,0    | 94,9    | 65,0    | 95,9    | 190,8       |
| 40.     | 54          | Miro Oman              | Jugosławia        | 59,5    | 89,5    | 60,5    | 90,5    | 66,0    | 100,0   | 190,5       |
| 41.     | 35          | Kjell Sjöberg          | Szwecja           | 59,5    | 93,0    | 62,5    | 96,7    | 62,0    | 93,3    | 190,0       |
| 42.     | 44          | Claude Jean-Prost      | Francja           | 63,0    | 100,1   | 59,0    | 86,3    | 62,5    | 89,0    | 189,1       |
| 43.     | 18          | Helmut Kurz            | RFN               | 61,0    | 92,4    | 62,0    | 95,9    | 62,5    | 92,5    | 188,4       |
| 44.     | 38          | Heinz Ihle             | RFN               | 58,5    | 88,0    | 66,5    | 100,3   | 66,0    | 67,5    | 188,3       |
| 45.     | 22          | Peter Müller           | Austria           | 59,5    | 87,5    | 60,5    | 92,5    | 63,0    | 93,7    | 186,2       |
| 46.     | 20          | Gösta Nordin           | Szwecja           | 59,0    | 90,7    | 62,0    | 94,9    | 60,0    | 86,5    | 185,6       |
| 47.     | 41          | Zbyněk Hubač           | Czechosłowacja    | 59,5    | 92,0    | 60,0    | 91,7    | 64,0    | 67,3    | 183,7       |
| 48.     | 31          | Régis Rey              | Francja           | 61,0    | 90,4    | 63,0    | 93,0    | 63,0    | 88,2    | 183,4       |
| 49.     | 19          | Stephan R. Rieschl     | Stany Zjednoczone | 56,5    | 82,3    | 63,5    | 96,8    | 62,0    | 86,3    | 183,1       |
| 50.     | 47          | Shigeyuki Wakasa       | Japonia           | 64,5    | 75,0    | 63,0    | 64,5    | 69,5    | 106,3   | 181,3       |
| 51.     | 49          | Gérard Gravelle        | Kanada            | 56,0    | 82,5    | 60,5    | 89,5    | 62,5    | 90,0    | 179,5       |
| 52.     | 4           | Endre Kiss             | Węgry             | 60,0    | 90,8    | 60,5    | 88,5    | 56,0    | 77,1    | 179,3       |
| 53.     | 13          | John H. Elliot         | Stany Zjednoczone | 60,0    | 90,8    | 60,0    | 88,2    | 57,0    | 74,8    | 179,0       |
| 54.     | 46          | Toni Cecchinato        | Szwajcaria        | 60,5    | 68,1    | 59,5    | 89,0    | 63,0    | 88,2    | 177,2       |
| 55.     | 8           | Holger Karlsson        | Szwecja           | 54,0    | 80,2    | 59,0    | 87,8    | 60,0    | 88,0    | 175,8       |
| 56.     | 10          | Frank Gartrell         | Kanada            | 61,0    | 54,9    | 64,0    | 91,6    | 60,0    | 80,0    | 171,6       |
| 57.     | 2           | Gerhard Niederhammer   | Austria           | 55,0    | 82,1    | 58,5    | 87,1    | 57,0    | 80,8    | 169,2       |
| 58.     | 33          | Kaare Lien             | Kanada            | 63,0    | 70,3    | 57,5    | 83,7    | 60,0    | 81,0    | 164,7       |
| 59.     | 1           | Alois Haberstock       | RFN               | 61,0    | 88,4    | 62,0    | 58,9    | 56,0    | 76,1    | 164,5       |
| 60.     | 50          | John Balfanz           | Stany Zjednoczone | 61,5    | 65,7    | 60,0    | 57,7    | 65,5    | 94,7    | 164,5       |
| 61.     | 32          | László Csávás          | Węgry             | 54,0    | 78,7    | 55,0    | 79,2    | 54,5    | 75,3    | 157,9       |
| 62.     | 29          | László Gellér          | Węgry             | 51,5    | 41,5    | 53,0    | 74,1    | 53,5    | 72,6    | 146,7       |

### Konkurs indywidualny na skoczni K-90 (25.02.1962)
| Miejsce | Nr startowy | Zawodnik           | Państwo           | Seria 1 | Seria 1 | Seria 2 | Seria 2 | Seria 3 | Seria 3 | Nota łączna |
| Miejsce | Nr startowy | Zawodnik           | Państwo           | Skok    | Nota    | Skok    | Nota    | Skok    | Nota    | Nota łączna |
| ------- | ----------- | ------------------ | ----------------- | ------- | ------- | ------- | ------- | ------- | ------- | ----------- |
| 1.      | 55          | Helmut Recknagel   | NRD               | 97,5    | 117,4   | 103,0   | 124,0   | 98,5    | 116,3   | 241,4       |
| 2.      | 16          | Nikołaj Kamienski  | ZSRR              | 91,0    | 104,6   | 97,0    | 114,1   | 97,0    | 112,3   | 226,4       |
| 3.      | 33          | Niilo Halonen      | Finlandia         | 97,5    | 116,4   | 94,0    | 107,9   | 93,5    | 108,1   | 224,5       |
| 4.      | 63          | Toralf Engan       | Norwegia          | 92,5    | 104,4   | 95,0    | 108,6   | 100,0   | 114,9   | 223,5       |
| 5.      | 14          | Peter Lesser       | NRD               | 90,5    | 69,0    | 95,0    | 108,1   | 102,0   | 115,2   | 223,3       |
| 6.      | 58          | Antoni Łaciak      | Polska            | 96,5    | 115,0   | 94,0    | 102,9   | 94,5    | 107,3   | 222,3       |
| 7.      | 56          | Wilhelm Egger      | Austria           | 94,0    | 108,7   | 96,5    | 109,9   | 84,5    | 59,4    | 218,6       |
| 8.      | 44          | Piotr Wala         | Polska            | 94,5    | 110,3   | 94,5    | 102,4   | 95,5    | 107,5   | 217,8       |
| 9.      | 53          | Max Bolkart        | RFN               | 91,0    | 105,1   | 96,5    | 110,9   | 91,5    | 103,7   | 216,0       |
| 10.     | 10          | Veikko Kankkonen   | Finlandia         | 91,5    | 105,2   | 95,0    | 110,1   | 91,5    | 101,7   | 215,3       |
| 11.     | 47          | Wolfgang Happle    | RFN               | 94,0    | 106,7   | 94,0    | 103,4   | 97,5    | 107,9   | 214,6       |
| 12.     | 48          | Veit Kührt         | NRD               | 94,5    | 105,3   | 97,0    | 109,1   | DNS     | 0,0     | 214,4       |
| 13.     | 49          | Koba Cakadze       | ZSRR              | 93,0    | 107,5   | 92,0    | 106,5   | 90,5    | 101,5   | 214,0       |
| 14.     | 40          | Nikołaj Szamow     | ZSRR              | 90,0    | 105,4   | 93,5    | 108,3   | 89,0    | 100,9   | 213,7       |
| 15.     | 30          | Kurt Schramm       | NRD               | 90,5    | 101,0   | 94,5    | 106,5   | 94,5    | 105,8   | 212,3       |
| 16.     | 34          | Otto Leodolter     | Austria           | 92,0    | 107,3   | 91,5    | 103,9   | 89,5    | 100,4   | 211,2       |
| 17.     | 23          | Peter Müller       | Austria           | 89,5    | 101,3   | 94,5    | 108,5   | 90,5    | 101,0   | 209,8       |
| 18.     | 41          | Shigeyuki Wakasa   | Japonia           | 90,5    | 106,0   | 89,5    | 102,0   | 84,5    | 90,9    | 208,0       |
| 19.     | 26          | Arne Larsen        | Norwegia          | 90,5    | 105,5   | 89,5    | 101,0   | 88,5    | 97,9    | 206,5       |
| 20.     | 35          | Miroslav Martinák  | Czechosłowacja    | 89,0    | 101,7   | 92,0    | 104,5   | 80,5    | 84,9    | 206,2       |
| 21.     | 21          | Eino Kirjonen      | Finlandia         | 87,5    | 103,4   | 85,5    | 98,4    | 89,5    | 101,4   | 204,8       |
| 22.     | 59          | Ueli Scheidegger   | Szwajcaria        | 94,5    | 105,8   | 90,0    | 98,1    | 90,5    | 93,5    | 203,9       |
| 23.     | 61          | Hemmo Silvennoinen | Finlandia         | 85,5    | 98,9    | 90,0    | 101,6   | 90,5    | 102,0   | 203,6       |
| 24.     | 50          | Lars-Åke Bergseije | Szwecja           | 90,0    | 100,4   | 91,5    | 102,4   | 85,5    | 92,4    | 202,8       |
| 25.     | 2           | Jurij Samsonow     | ZSRR              | 88,5    | 100,6   | 90,5    | 101,7   | 90,0    | 65,9    | 202,3       |
| 26.     | 28          | Gustaw Bujok       | Polska            | 91,0    | 102,6   | 90,5    | 99,7    | 90,5    | 97,5    | 202,3       |
| 27.     | 36          | Dino De Zordo      | Włochy            | 87,5    | 96,9    | 91,5    | 103,4   | 90,5    | 98,0    | 201,4       |
| 28.     | 37          | Gösta Nordin       | Szwecja           | 87,5    | 97,4    | 91,5    | 101,9   | 89,5    | 98,4    | 200,3       |
| 29.     | 62          | Takashi Matsui     | Japonia           | 89,5    | 100,8   | 90,5    | 98,7    | 85,5    | 95,4    | 199,5       |
| 30.     | 29          | Yōsuke Etō         | Japonia           | 86,5    | 99,4    | 87,5    | 99,9    | 91,0    | 90,9    | 199,3       |
| 31.     | 4           | Nilo Zandanel      | Włochy            | 81,0    | 90,4    | 88,0    | 97,4    | 91,5    | 100,2   | 197,6       |
| 32.     | 31          | John Balfanz       | Stany Zjednoczone | 87,0    | 97,4    | 89,5    | 99,5    | 87,0    | 93,9    | 196,9       |
| 33.     | 11          | Helmut Kurz        | RFN               | 86,5    | 99,4    | 87,5    | 97,4    | 86,0    | 62,9    | 196,8       |
| 34.     | 43          | Torgeir Brandtzæg  | Norwegia          | 87,5    | 96,4    | 91,0    | 100,3   | 85,0    | 94,4    | 196,7       |
| 35.     | 6           | Miro Oman          | Jugosławia        | 78,5    | 85,9    | 89,5    | 97,5    | 90,5    | 99,0    | 196,5       |
| 36.     | 5           | Arne Dalslåen      | Norwegia          | 85,0    | 96,9    | 89,5    | 99,5    | 85,5    | 93,4    | 196,4       |
| 37.     | 38          | John H. Elliot     | Stany Zjednoczone | 87,0    | 96,4    | 89,0    | 97,4    | 89,5    | 98,4    | 195,8       |
| 38.     | 46          | Ludvik Zajc        | Jugosławia        | 89,5    | 98,8    | 90,5    | 96,2    | 89,0    | 96,8    | 195,6       |
| 39.     | 51          | Bruno De Zordo     | Włochy            | 90,0    | 100,4   | 79,0    | 53,4    | 85,5    | 93,9    | 194,3       |
| 40.     | 52          | William Erickson   | Stany Zjednoczone | 88,0    | 96,5    | 89,5    | 98,0    | 87,0    | 64,4    | 194,5       |
| 41.     | 9           | Stefan Przybyła    | Polska            | 85,5    | 94,4    | 89,5    | 98,5    | 85,5    | 92,9    | 192,9       |
| 41.     | 25          | Heinz Ihle         | RFN               | 88,5    | 63,6    | 89,0    | 97,4    | 90,5    | 95,5    | 192,9       |
| 43.     | 22          | Giacomo Aimoni     | Włochy            | 85,5    | 93,4    | 86,5    | 91,9    | 89,5    | 96,9    | 190,3       |
| 44.     | 15          | Walter Habersatter | Austria           | 83,0    | 93,4    | 85,5    | 93,9    | 86,5    | 95,4    | 189,3       |
| 44.     | 17          | Kjell Sjöberg      | Szwecja           | 80,0    | 93,9    | 80,0    | 91,9    | 84,0    | 95,4    | 189,3       |
| 46.     | 3           | Naoki Shimura      | Japonia           | 84,0    | 95,4    | 84,0    | 92,9    | 85,0    | 91,9    | 188,3       |
| 47.     | 54          | Jože Šlibar        | Jugosławia        | 86,0    | 58,9    | 88,0    | 94,4    | 86,0    | 93,4    | 187,8       |
| 48.     | 8           | Holger Karlsson    | Szwecja           | 74,5    | 77,2    | 90,0    | 97,7    | 87,0    | 89,9    | 187,6       |
| 49.     | 39          | Toni Cecchinato    | Szwajcaria        | 85,5    | 95,9    | 84,0    | 91,4    | 80,0    | 86,4    | 187,3       |
| 50.     | 19          | Frank Gartrell     | Kanada            | 82,5    | 86,4    | 91,0    | 94,8    | 87,0    | 88,9    | 183,7       |
| 51.     | 45          | Claude Jean-Prost  | Francja           | 84,5    | 91,9    | 84,0    | 58,9    | 81,0    | 89,4    | 181,3       |
| 52.     | 13          | Stephan R. Rieschl | Stany Zjednoczone | 84,0    | 57,4    | 85,0    | 89,4    | 85,5    | 90,9    | 180,3       |
| 53.     | 1           | Zbyněk Hubač       | Czechosłowacja    | 76,0    | 83,9    | 85,0    | 90,9    | 85,5    | 85,9    | 176,8       |
| 53.     | 18          | Jaromír Nevlud     | Czechosłowacja    | 80,5    | 89,4    | 75,0    | 81,9    | 79,0    | 87,4    | 176,8       |
| 55.     | 42          | Kaare Lien         | Kanada            | 80,0    | 84,4    | 80,0    | 83,4    | 84,5    | 89,9    | 174,3       |
| 56.     | 20          | Régis Rey          | Francja           | 80,5    | 86,9    | 85,0    | 86,4    | 76,5    | 80,3    | 173,3       |
| 57.     | 32          | Endre Kiss         | Węgry             | 83,0    | 86,4    | 79,0    | 83,4    | 77,5    | 79,6    | 169,8       |
| 58.     | 7           | László Gellér      | Węgry             | 75,0    | 79,1    | 81,0    | 84,4    | 81,0    | 81,4    | 165,8       |
| 59.     | 24          | László Csávás      | Węgry             | 73,0    | 75,5    | 75,0    | 78,9    | 76,0    | 78,4    | 157,3       |

## Składy reprezentacji
W poniższej tabeli przedstawiono składy wszystkich siedemnastu reprezentacji, które uczestniczyły w konkursach skoków na mistrzostwach świata w Zakopanem wraz z miejscami zajętymi przez poszczególnych skoczków. 
| Austria (5)            |                      |    |    |    |        |
| Wilhelm Egger          | 7 października 1932  | 36 | 10 | 7  | [ 23 ] |
| Walter Habersatter     | 14 marca 1930        | 31 | –  | 44 | [ 24 ] |
| Otto Leodolter         | 18 marca 1936        | 12 | 15 | 16 | [ 25 ] |
| Peter Müller           | b.d.                 | 40 | 45 | 17 |        |
| Gerhard Niederhammer   | b.d.                 | –  | 57 | –  |        |
| Czechosłowacja (5)     |                      |    |    |    |        |
| Rudolf Doubek          | b.d.                 | –  | 20 | –  |        |
| Zbyněk Hubač           | 1 września 1940      | –  | 47 | 53 | [ 26 ] |
| Miroslav Martinák      | 18 czerwca 1936      | –  | 24 | 20 | [ 27 ] |
| Dalibor Motejlek       | 17 kwietnia 1942     | –  | 23 | –  | [ 28 ] |
| Jaromír Nevlud         | b.d.                 | –  | –  | 53 |        |
| Finlandia (5)          |                      |    |    |    |        |
| Niilo Halonen          | 25 listopada 1940    | 14 | –  | 3  | [ 29 ] |
| Antero Immonen         | 15 grudnia 1935      | 6  | 18 | –  | [ 30 ] |
| Veikko Kankkonen       | 5 stycznia 1940      | –  | 34 | 10 | [ 31 ] |
| Eino Kirjonen          | 25 lutego 1933       | 56 | 12 | 21 | [ 32 ] |
| Hemmo Silvennoinen     | 16 listopada 1932    | –  | 4  | 23 | [ 33 ] |
| Francja (2)            |                      |    |    |    |        |
| Claude Jean-Prost      | 20 listopada 1936    | –  | 42 | 51 | [ 34 ] |
| Régis Rey              | 8 kwietnia 1929      | –  | 48 | 56 | [ 35 ] |
| Japonia (5)            |                      |    |    |    |        |
| Yōsuke Etō             | 10 maja 1934         | 44 | –  | 30 | [ 36 ] |
| Takashi Matsui         | 27 lutego 1940       | –  | 21 | 29 | [ 37 ] |
| Naoki Shimura          | 27 listopada 1941    | –  | 32 | 46 | [ 38 ] |
| Shigeyuki Wakasa       | b.d.                 | –  | 50 | 18 |        |
| Rikio Yoshida          | 14 września 1939     | –  | 22 | –  | [ 39 ] |
| Jugosławia (4)         |                      |    |    |    |        |
| Miro Oman              | 11 stycznia 1936     | –  | 40 | 35 | [ 40 ] |
| Marjan Pečar           | 27 stycznia 1941     | –  | 27 | –  | [ 41 ] |
| Jože Šlibar            | 18 marca 1934        | –  | 31 | 47 | [ 42 ] |
| Ludvik Zajc            | 21 stycznia 1943     | –  | 25 | 38 | [ 43 ] |
| Kanada (3)             |                      |    |    |    |        |
| Frank Gartrell         | b.d.                 | –  | 56 | 50 |        |
| Gérard Gravelle        | 15 grudnia 1934      | –  | 51 | –  | [ 44 ] |
| Kaare Lien             | 9 listopada 1935     | –  | 58 | 55 | [ 45 ] |
| NRD (5)                |                      |    |    |    |        |
| Veit Kührt             | 3 grudnia 1940       | –  | 6  | 12 | [ 46 ] |
| Peter Lesser           | 15 sierpnia 1941     | –  | –  | 5  | [ 47 ] |
| Helmut Recknagel       | 20 marca 1937        | 3  | 3  | 1  | [ 48 ] |
| Kurt Schramm           | b.d.                 | –  | 11 | 15 |        |
| Willi Wirth            | b.d.                 | –  | 29 | –  |        |
| Norwegia (5)           |                      |    |    |    |        |
| Torgeir Brandtzæg      | 26 października 1941 | –  | 13 | 34 | [ 49 ] |
| Arne Dalslæn           | b.d.                 | –  | 26 | 36 |        |
| Toralf Engan           | 1 października 1936  | –  | 1  | 4  | [ 50 ] |
| Arne Larsen            | 23 grudnia 1937      | –  | –  | 19 | [ 51 ] |
| Arnfinn Malm           | b.d.                 | –  | 37 | –  |        |
| Polska (5)             |                      |    |    |    |        |
| Gustaw Bujok           | 16 maja 1937         | –  | 7  | 26 | [ 52 ] |
| Józef Gąsienica-Bryjak | b.d.                 | –  | 36 | –  |        |
| Antoni Łaciak          | 23 czerwca 1939      | –  | 2  | 6  | [ 53 ] |
| Stefan Przybyła        | b.d.                 | –  | –  | 41 |        |
| Piotr Wala             | 16 grudnia 1936      | –  | 35 | 8  | [ 54 ] |
| RFN (5)                |                      |    |    |    |        |
| Max Bolkart            | 29 lipca 1932        | 23 | 30 | 9  | [ 55 ] |
| Alois Haberstock       | b.d.                 | –  | 59 | –  |        |
| Wolfgang Happle        | b.d.                 | –  | –  | 11 |        |
| Heinz Ihle             | 24 kwietnia 1941     | –  | 44 | 41 | [ 56 ] |
| Helmut Kurz            | b.d.                 | –  | 43 | 33 |        |
| Stany Zjednoczone (4)  |                      |    |    |    |        |
| John Balfanz           | 23 czerwca 1940      | –  | 60 | 32 | [ 57 ] |
| John H. Elliot         | b.d.                 | –  | 53 | 37 |        |
| William Erickson       | b.d.                 | 31 | 16 | 40 |        |
| Stephan R. Rieschl     | b.d.                 | –  | 49 | 52 |        |
| Szwajcaria (2)         |                      |    |    |    |        |
| Toni Cecchinato        | b.d.                 | –  | 54 | 49 |        |
| Ueli Scheidegger       | b.d.                 | –  | 17 | 22 |        |
| Szwecja (4)            |                      |    |    |    |        |
| Lars-Åke Bergseije     | b.d.                 | –  | 32 | 24 |        |
| Holger Karlsson        | 3 lutego 1935        | 51 | 55 | 48 | [ 58 ] |
| Gösta Nordin           | b.d.                 | –  | 46 | 28 |        |
| Kjell Sjöberg          | 11 maja 1937         | –  | 41 | 44 | [ 59 ] |
| Węgry (3)              |                      |    |    |    |        |
| László Csávás          | 19 września 1934     | –  | 61 | 59 | [ 60 ] |
| László Gellér          | 5 sierpnia 1944      | –  | 62 | 58 | [ 61 ] |
| Endre Kiss             | b.d.                 | –  | 52 | 57 |        |
| Włochy (4)             |                      |    |    |    |        |
| Giacomo Aimoni         | 23 grudnia 1939      | –  | 39 | 43 | [ 62 ] |
| Bruno De Zordo         | 18 listopada 1941    | –  | 14 | 39 | [ 63 ] |
| Dino De Zordo          | 15 maja 1937         | 49 | 19 | 27 | [ 64 ] |
| Nilo Zandanel          | 8 listopada 1937     | 49 | 28 | 31 | [ 65 ] |
| ZSRR (4)               |                      |    |    |    |        |
| Koba Cakadze           | 19 sierpnia 1934     | 46 | 5  | 13 | [ 66 ] |
| Nikołaj Kamienski      | 17 października 1931 | 9  | 8  | 2  | [ 67 ] |
| Jurij Samsonow         | b.d.                 | –  | 38 | 25 |        |
| Nikołaj Szamow         | 22 sierpnia 1936     | 9  | 9  | 14 | [ 68 ] |

Legenda:
– – zawodnik nie został zgłoszony do konkursu;
b.d. – brak danych.

## Upadki
Podczas treningów na Średniej Krokwi, 14 lutego 1962 czyli jeszcze przed oficjalnym otwarciem mistrzostw, kontuzji po upadkach doznali Jan Pezda, Ryszard Witke, Frank Böhme i Bruno De Zordo. De Zordo doznał pęknięcia obojczyka i według wstępnych informacji miał on nie wystartować w mistrzostwach świata. Ostatecznie jednak w zawodach wystartował. 
W pierwszej serii konkursowej zawodów na Średniej Krokwi odnotowano nieustane skoki dziewięciu zawodników. Upadki zaliczyli wówczas: Frank Gartrell, Giacomo Aimoni, Gustaw Bujok, László Gellér, Veikko Kankkonen, Piotr Wala, Toni Cecchinato, Shigeyuki Wakasa i John Balfanz. W drugiej serii pięciu skoczków oddało skoki zakończone upadkiem: Alois Haberstock i Naoki Shimura oraz ponownie Wala, Wakasa i Balfanz. W ostatniej, trzeciej serii, skoków nie ustali: ponownie Kankkonen oraz Heinz Ihle, Zbyněk Hubač i Max Bolkart. Powodem tak dużej liczby upadków w zawodach na Średniej Krokwi był wiatr, którego siła i kierunek zmieniały się przez cały czas trwania konkursu.
23 lutego, podczas serii treningowej na dwa dni przed konkursem o mistrzostwo świata na Wielkiej Krokwi, kontuzji doznał Gérard Gravelle. Kanadyjczyk upadł na zeskoku, czego skutkiem było złamanie żeber i konieczna była jego hospitalizacja. Kontuzja uniemożliwiła skoczkowi start w konkursie głównym. W zawodach swoich prób nie ustało dziesięciu zawodników. W pierwszej serii konkursowej upadło czterech zawodników: Peter Lesser, Heinz Ihle, Jože Šlibar i Stephan R. Rieschl. W drugiej serii skoków nie ustali: Bruno De Zordo i Claude Jean-Prost, natomiast w trzeciej rundzie – Willi Egger, Jurij Samsonow, Helmut Kurz i William Erickson.

## Rekordowa liczba widzów
Podczas konkursu mistrzostw świata na Wielkiej Krokwi w 1962 roku ustanowiony został rekord pod względem liczby widzów przybyłych pod skocznię. Na zawody przybyło 125 tysięcy widzów, co było najlepszym wynikiem w historii.